# Старое Квасово
Старое Квасово — деревня в Устюженском районе Вологодской области.
Входит в состав Залесского сельского поселения (с 1 января 2006 года по 9 апреля 2009 года входила в Хрипелевское сельское поселение), с точки зрения административно-территориального деления — в Хрипелевский сельсовет.
Расстояние до районного центра Устюжны по автодороге — 19 км, до центра муниципального образования деревни Малое Восное  по прямой — 10 км. Ближайшие населённые пункты — Большое Помясово, Дубровка, Куреваниха, Большое Восное.

## История
В "Писцовой книге станов и волостей Устюжны Железнопольской 1628-1630 годов" есть запись:
"(л.125) №55 за Иваном Шестого сыном Квасовым отца ево поместье по государеве грамоте за приписью дьяка Неупокоя Кокошкина 136-го (7136) году дер. Старое на суходоле. А в ней двор помещиков да крестьян..."
На карте межевания Новгородской губернии Устюженского уезда 1780-1790 годы деревня обозначена как сельцо Старое.
Жители деревни были прихожанами церкви Троицы Живоначальной (1793 г.) в селе Большое Восное.
В конце XIX и начале XX века деревня административно относилась к Староквасовской сельской общине Маловосновской волости Устюженского уезда Новгородской губернии
К Староквасовской сельской общине относилась так же деревня Куреваниха.
По ревизии 1858 года (X ревизской сказке) в сельце Старое было 19 хозяйств. Проживало 144 человека (мужчин - 71, женщин - 73)
По "Статистико-экономическим сведениям по селениям и общинам Устюженского уезда" в 1895 году в селении Старое Квасово было 37 хозяйств. Проживало 227 жителей: мужчин - 110 (из них работников - 51), женщин - 117 (из них работниц - 56). Сверх того было 3 безземельных хозяйства, где проживало 7 человек: мужчин - 1 (не работающий), женщин - 6 (из них работниц - 4). В деревне числилось: лошадей - 59, коров - 89, овец - 66, свиней - 1. Хозяйств с одной лошадью - 18, с двумя - 16, с тремя и более - 3
В "Материалах оценки земельного инвентаря" за 1895 год деревня называется сельцо Старое.
Согласно "Списку населенных мест Новгородской губернии за 1911 г." в деревне Старое Квасово (Старое Паны) было 47 занятых постройками дворовых мест, на которых было 73 жилых строения. Жителей обоего пола - 241 человек (мужчин - 116, женщин - 125). Главное занятие жителей - земледелие, подсобное занятие - отхожий заработок. Ближайший водоем - пруд. В деревне имелась земская школа (учительница - Пелужская Е.Ф.) и хлебо-запасной магазин.
В 1930 году в деревне был образован колхоз "Волна", который просуществовал до 1950 года. После объединения колхозов деревня вошла в состав колхоза "Металлист". При дальнейшем укрупнении сельскохозяйственных предприятий Устюженского района, деревня вошла в состав колхоза "Светлый путь"

## Демография
Население по данным переписи 2002 года — 49 человек (22 мужчины, 27 женщин). Всё население — русские.

## Известные жители
Рыжиков Алексей Филиппович (1912-23.05.1942), уроженец деревни Старое Квасово, санитар санитарной роты 35 гвардейского стрелкового полка, 10 гвардейской стрелковой дивизии, участник Великой Отечественной войны. "За время пребывания на фронте в должности санитара-носильщика, вынес с поля боя 94 раненых бойца и командиров с их оружием." 28.06.1942 году награждён орденом Ленина (посмертно).